# X3: Terran Conflict
『X3: Terran Conflict』（エックストライ： テラン コンフリクト）はEgosoftが開発したWindows、Mac OS X、 Linux用のビデオゲーム。2008年10月に発売され、ダウンロードコンテンツとしてX3: Albion Prelude(エックストライ： アルビオン プレリュード）という拡張パックも後に発売された（要X3: Terran Conflict）。日本語版は株式会社ズーが発売。なお、この日本語版は2017年4月現在、ダウンロード販売サイトSteamでも購入できる。

## 概要
これまでのXシリーズと同様に、オープンワールドなスペースコンバットシミュレーションゲームで、Xユニバースと呼ばれる宇宙空間が舞台。
交易や戦闘、ミッションなどをこなしながら物語を進めていくことになるが、自由度が高いゲームのため、物語を全く進めずに全ての勢力と戦闘・略奪を繰り返すようなプレイも可能となっている。
また、ゲーム中に出現するほとんどの機種・艦種をプレイヤーの所有とすることができる。

## ゲームプレイ
ゲームスタート時に選択したキャラクターで、所有する初期設備・財産や初期出現星系は変わるが、特殊な初期ミッションのあるキャラクターを除き、キャラクター選択後の進行はプレイヤーに委ねられることになる。
星系はランダム生成されるものを除いて240あり、その星系にある施設や漂流物を利用し、または建設や破壊、回収することによって利益などを得ることになる。施設や艦船からはミッションが提示されていることがあり、それらを受諾・遂行することで報酬や名声を得ることもできる。
星系間はゲートによって繋がれており、それを通過すると隣接する星系へ移動することになるが、ゲーム内装備を使用することにより太陽系内など一部を除いて遠く離れたゲートへどこからでも移動できる。一度でも行ったことのある、または位置の情報を得た星系・施設はゲーム内マップに書き込まれるため、マップを埋めていく作業も一つの目的とすることができる。
ゲーム内にはいくつかの企業グループがあり、特定の星系にその本部が置かれているが、本部の重要人物から受けられるミッションを遂行していくと、企業からの評価が上がっていき、一定の値になると特別な機体・艦船が特別報酬として渡されるため、これを目標としてゲームを進めることもできる。
プルダウンメニューから閲覧することのできる百科事典は、ゲームプレイ中に新しいものを発見した際、その発見したものが記事として閲覧可能となり、徐々に充実していく。またプレイヤーの行った様々な結果が統計データとして記録されていく。
用意された物語は9つあるが、所定の条件が満たされるまでそれぞれの物語は開始されない。物語は連続したミッションとして進行していき、それぞれの物語の途中や終了時に様々な報酬が用意されている。